# Clara Santiró Font
Clara Santiró Font (Barcelona, agost de 1931 - València, 2007) fou una escriptora en valencià de contes infantils.
Clara Santiró va néixer a Barcelona, filla d'un fuster, Lluís Santiró Terés, que treballava al Parc d'Artilleria, i de Carmen Font Vallès, originària de Castelló. Els primers anys de la seva infància els va passar al barri de Sant Gervasi de la ciutat Comtal, juntament amb la seua germana Carme i els seus pares, fins que en esclatar la guerra del 36, moment en el qual tot es capgirà per a la família.
En finalitzar el conflicte bèl·lic el pare va ser empresonat en un camp de concentració i després del seu alliberament va ser acomiadat del seu treball dins dels processos de "depuració" que es van dur a terme en l'època franquista. És per aquesta raó que la família decideix enviar les filles a València, ciutat en la qual Carme Font Vallès tenia familiars. Les experiències viscudes per Clara durant aquest viatge, que van realitzar amb tren, quedarien reflectides en una de les seves obres inèdites fins al després de la seva mort, el conte titulat "Aquell tren ..., aquella estació ...".
En arribar a València ha d'iniciar una nova vida, incloent-hi una nova forma d'expressar-se, ja que, fins a aquest moment, el català havia estat l'únic idioma que havia estudiat i utilitzat i a partir d'ara havia d'aprendre a llegir i escriure únicament en castellà, deixant el seu idioma matern entre els records de la infància.
Després dels seus estudis primaris, va cursar estudis de mecanografia i taquigrafia per poder treballar com a secretària, però després d'uns mesos treballant com a tal en una empresa i guanyant un sou mínim, va passar a treballar com empaquetadora d'ous en una empresa anomenada "Mi campiña", on realitzant aquest treball cobrava gairebé el doble que com a secretària. És en aquest nou treball on coneixeria a qui es convertiria el 1954 en marit i company durant la resta de la seua vida, Florencio Sánchez, un emigrant de Blancas, província de Terol.
Després d'un temps tractant de tirar endavant el jove matrimoni es va traslladar a Blancas, on van iniciar un projecte empresarial per muntar una granja d'ànecs, en la que van invertir part de les terres i dels recursos de Florencio. És en aquesta etapa de residència a Blancas en què es produeix el naixement dels seus tres primers fills, Maria Luisa, Tomàs i Amalia. En 1961 i després de veure la impossibilitat de seguir endavant vivint a Blancas, decideixen tornar a València, establint la seva residència a un nou barri que començava a formar-se anomenat barri de Sant Marcel·lí, que en aquells moments només comptava amb unes poques cases construïdes per l'arquebisbe de València, Marcel·lí Olaechea, per albergar les famílies que havien perdut les seues cases amb l'riuada del Túria de 1957, i que se situava més enllà de la Creu Coberta, que tradicionalment marcava el final del terme municipal de València pel sud.
Aquest nou món, actualment desaparegut, entre València que creixia ràpidament durant els anys 1960 i un món rural viu però en retrocés, una horta (absorbida per aquesta expansió) plena d'històries i llegendes, van servir d'inspiració per dos dels seus contes més coneguts: "Els dos gegants de Sant Marcel·lí" i "El gripau", així com una obra encara inèdita titulada "El directe de Colàs".
Després del trasllat Clara, a més de les típiques tasques de mare i mestressa de casa, obre una botiga de venda d'ous, mentre que el seu marit aconsegueix treball en una fàbrica. Però un accident laboral fan capgirar novament la vida familiar i obliguen a Clara a realitzar més hores de treball per poder mantenir la família, venent ous a més d'a la botiga de porta en porta, tant al barri de Sant Marcel·lí, en un altre barri una mica més allunyat de València i de recent construcció, al barri del Parc Alcosa del veí poble d'Alfafar. Poc temps després naix el seu quart fill, Ernesto.
L'any 1984 aconsegueix jubilar-se i és llavors quan va començar a desenvolupar diverses de les activitats que per la difícil situació econòmica de la família havia hagut de posposar. D'una banda la seva tasca com a catequista a la parròquia de Sant Marcel·lí; d'un altre el seu interès per retornar a l'ús i estudi de la seua llengua materna. Això últim la va portar a matricular-se als cursos de valencià que s'impartien al Centre Carles Salvador de València, inscrit l'associació Acció Cultural del País Valencià. Després d'anys d'estudis, i amb gairebé 73 anys, aconsegueix el títol de nivell superior a la Junta Qualificadora de Coneixements de Valencià de la Generalitat Valenciana.
Incansable treballadora i amant dels nens, la seva tasca catequitzadora la va unir al seu amor a la seva llengua materna i això el va portar a realitzar catequesi en valencià a la parròquia del barri de tota la vida, el de Sant Marcel·lí.
També per aquesta època i en part a conseqüència del seu tracte amb els nens, va començar una etapa com "contacontes", i d'ací va passar a escriure els seus primers llibres de contes.
Va ser una gran col·laboradora amb l'Associació de Veïnes i Veïns del barri de Sant Marcel·lí, de la qual era sòcia, per la qual cosa part de les seves obres van ser presentades en els locals d'aquesta associació.
L'any 2005 li van diagnosticar un càncer contra el qual va estar lluitant fins que finalment al març de 2007 va morir d'aquesta malaltia.
Durant les seves llargues estades a l'hospital La Fe de València, no va deixar d'escriure, de fet una de les seues obres, "Mil tretze", la va escriure durant una d'aquests períodes de convalescència hospitalària, i compaginada aquest entreteniment literari amb activitats per animar altres malalts hospitalitzats, llegint-los els seus contes o participant en l'actuació d'altres voluntaris.
Els veïns del barri Sant Marcel·lí van presentar, mitjançant l'Associació de Veïnes i Veïns del barri de Sant Marcel·lí, l'any 2008, una sol·licitud a la delegació de Cultura de l'Ajuntament de València, amb el suport de totes les entitats culturals, esportives i educatives del barri, instant a dedicar la biblioteca del Centre Cultural Rambleta a l'escriptora Clara Santiró Font, en record i homenatge de la insigne escriptora valenciana veïna del barri. Finalment l'any 2012 l'Ajuntament va dedicar la biblioteca a Clara Santiró, passant a denominar-se oficialment "Biblioteca Municipal Clara Santiró i Font”.

## Obra literària
Part dels seus contes són un reflex de la seua pròpia experiència vital, "Aquell tren ... .aquella estació ..." que a més té l'interès que els fets que es narren són successos reals, fruit dels records de la mateixa autora, malgrat ser una de les seves primeres obres es va dur a terme la seva primera publicació com a part del llibre titulat: "Homenatge a Clara Santiró. Una dona singular ", llibre que l'Associació José Luis Sampedro per a la Salut i la Cultura, va editar en 2008, sobre la seva biografia, per considerar-la un exemple per a altres malalts, per encarar la seva malaltia amb un estat d'ànim que li va permetre afrontar i superar, tot i que finalment va poder amb ella. El llibre va ser presentat el 25 d'abril de 2008 al local de la "Unió Musical l'Horta de Sant Marcel·lí".
Aquest llibre recull tres obres inèdites de Clara Santiró, dos contes i un poema. El conte "Aquell l tren ..., aquella estació ..."; "Marieta", que és un conte que recull el final que Clara Santiró hagués escrit a un dels relats curts d'Isabel-Clara Simó, titulat "La Foto" i que forma part del llibre "Dones". I finalment un poema que va escriure l'11 de març de 2004, dia de l'atemptat de Madrid, en què rebutja la guerra, i que titula "Ferida de guerra”.
Les següents obres escrites i publicades van ser:
"Els dos gegants de Sant Marcel·lí" i "El gripau", ambdues publicades el 2004.
Per la seva banda l'obra "El directe de Colàs" no s'ha publicat.
La seva següent obra publicada "Mil tretze", de 2005, i l'any 2006, es va publicar l'últim conte escrit per l'autora: "Tha-ron-xina, La llegèndaria història de la flor del taronger" ".